# Bitwa pod Kandaharem
Bitwa pod Kandaharem – ostatnie większe starcie zbrojne II wojny brytyjsko-afgańskiej, poprzedzone oblężeniem Kandaharu przez Afgańczyków i 300-milowym marszem generała Robertsa z Kabulu do Kandaharu.

## Preludium

### Oblężenie Kandaharu
27 lipca 1880 r. brygada George'a Burrowsa, wydzielona ze stacjonującej w Kandaharze Armii Bombaju, poniosła ciężką klęskę z rąk Afgańczyków pod Maiwandem, tracąc ponad 1/3 stanu osobowego. Dzięki postawie baterii E Królewskiej Artylerii Konnej pod dowództwem kapitana Slade'a udało się resztkom brygady wycofać do Kandaharu.
Po powrocie niedobitków garnizon brytyjski liczył przeszło 4 300 ludzi. Garnizon pod dowództwem generała George'a Primrose'a składał się z baterii E Królewskiej Artylerii Konnej, 3 pułku bombajskiej kawalerii, 3 pułku konnego Armii Bombaju, 7 pułku królewskiej fizylierów, resztek 66 pułku piechoty, 1 pułku bombajskich grenadierów, 4, 19 i 28 pułku bombajskiej piechoty oraz 29 batalionu Ballucha.
Początkowo afgański dowódca Ajub Chan planował maszerować na Kabul, ale po zwycięstwie pod Maiwandem zmienił zamiar i rozpoczął oblężenie Kandaharu. Brytyjczycy zmusili 12 000 afgańskich cywili do opuszczenia Kandaharu i zajęli stanowiska o obrębie murów miejskich. 8 sierpnia Afgańczycy rozpoczęli ostrzał twierdzy ze wzgórz na północny zachód od miasta. Kilka dni później rozpoczęli ostrzał z wiosek Deh Khoja i Deh Khati na południe i wschód od Kandaharu.
Aby zneutralizować afgańską baterię Deh Khoja generał Henry Francis Brooke poprowadził 16 sierpnia brytyjską wycieczkę. Zakończyła się ona porażką i utratą 100 ludzi. Zginął także generał Brooke. Mimo to Ajub Chan zdecydował się wycofać na większą odległość od miasta.

### Marsz Robertsa
Na początku sierpnia wieści o klęsce Burrowsa dotarły do stolicy Afganistanu, gdzie połączone siły Armii Bengalu generała Stewarta i Sił Polowych Kabulu generała Robertsa szykowały się do powrotu do Indii. Klęska Armii Bombaju zmusiła jednak Brytyjczyków do rewizji pierwotnych planów. Na naradzie zadecydowano, że generał Roberts na czele najlepszych jednostek ruszy na odsiecz Kandaharowi, podczas gdy generał Stewart będzie nadzorował odwrót reszty armii do Indii. Równocześnie wysłano rozkazy marszu do Kandaharu stacjonującemu w Kwecie generałowi Arthurowi Phayre'owi.
Pod komendą Robertsa znalazło się blisko 10 000 żołnierzy. Na czele Brygady Kawalerii, złożonej z 9 pułku lansjerów, 3 i 23 pułku bengalskiej kawalerii oraz Central Indian Horse, stanął generał Hugh Henry Gough. Brygadą Artylerii, składającej się z 3 baterii artylerii górskiej, dowodził pułkownik Alured Johnson. Dywizja Piechoty generała-majora Johna Rossa składała się z trzech brygad. 1 Brygadą dowodził generał Herbert Taylor Macpherson. Składała się ona z 92 pułku Highlanders, 23 i 24 pułku bengalskiej piechoty oraz 2 pułku Gurkhów księcia Walii. 2 Brygada generała Thomasa Bakera składała się z 72 pułku Highlanders księcia Albany, 2 i 3 pułku Sikhów oraz 5 pułku Gurkhów. W skład 3 Brygady generał Charlesa MacDonalda wchodziły 2 batalion 60 pułku strzelców, 15 i 25 pułki bengalskiej piechoty oraz 4 pułk Gurkhów.
Armia Robertsa opuściła Kabul 8 sierpnia. Nie zabrano artylerii ani pojazdów kołowych. 8 500 mułów, osłów i koni niosło zaopatrzenie armii. Dopiero 9 sierpnia do armii Robertsa przyłączyły się Central Indiach Horse oraz artyleria Johnsona. Armia minęła Ghazni i rozpoczęła marsz na południe. Warunki były ciężkie. Większość oddziału była na nogach już ok. 1–2 w nocy. Wymarsz następował o czwartej a postój dopiero o 13–14 (aczkolwiek straż tylna maszerowała nawet to 18-19). Dni były upalne, a noce zimne. Liczne zwierzęta również utrudniały marsz. Wzrastała liczba rannych i chorych. Sześć wielbłądów zostało użytych do założenia szpitala polowego. Trzech żołnierzy popełniło samobójstwo. Dziennie pokonywano 15-16 mil, czasami nawet 20, czyli dwukrotnie więcej niż wynosiły ówczesne normy marszowe.
23 sierpnia odsiecz dotarła do Kalat-i-Ghilzai, gdzie połączyła się z tamtejszym niewielkim garnizonem. Roberts otrzymał wówczas wieści od generała Primrose'a, że Kandahar nie jest intensywnie atakowany i może jeszcze utrzymać się przez pewien czas. Roberts zarządził więc odpoczynek dla swoich wojsk. Tymczasem maszerujący z Indii generał Phayre wciąż znajdował się wiele dni drogi od Kandaharu. Po dłuższym odpoczynku armia Robertsa wznowiła marsz w dniu 25 sierpnia.
Mając do pokonania 88 mil armia Robertsa maszerowała już wolniejszym tempem. 27 sierpnia zajęła Tir Andaz, gdzie Roberts otrzymał wieści o odwrocie Ajuba Chana spod Kandaharu. Wysłał kawalerię generała Gougha na rozpoznanie. 28 sierpnia Brytyjczycy dotarli do Robat, gdzie przybył także generał Gouch oraz oficerowie z Kandaharu. 31 sierpnia, po pokonaniu przeszło 300 mil w 3 tygodnie, armia Robertsa dotarła do Kandaharu. Złożony gorączką Roberts, który ostatni etap drogi przeleżał w łóżku, dosiadł konia i wjechał do miasta.

## Bitwa
Jeszcze tego samego dnia Roberts, wzmocniony garnizonem Kandaharu, wyruszył stoczyć bitwę z Ajubem Chanem. Ajub rozbił swój obóz w okolicach Baba Wali na zachód od Kandaharu. Roberts zdecydował się wydać mu bitwę w dniu 1 września.
Bitwa zaczęła się o godzinie 9:30 od ostrzału przejścia Baba Wali i sąsiednich wiosek. Następnie 92 pułk Highlanders i 2 pułk Gurkhów, wsparte przez 23 i 24 pułki bengalskiej piechoty, ruszyły do ataku na wioskę Gundimullah Sahibdad. Wioskę opanowano po dwóch godzinach walk, a następnie Brytyjczycy zaatakowali kolejny punkt oporu w Pir Paimal.
W tym czasie bardziej na południe atakowały 72 pułk Highlanders i 2 pułk Sikhów. Opanowały one wioskę Gundigan i w południe udzieliły wsparcia 1 Brygadzie atakującej Pir Paimal. Do ataku na tę wioskę ruszyła również 3 Brygada. Wspólnymi siłami Brytyjczycy opanowali wioskę i zaczęli przygotowania do ataku na obóz Ajuba Chana.
Zgodnie z przewidywaniami Robertsa Afgańczycy zaczęli się cofać. Wówczas Brytyjczycy ruszyli do ataku. 92 pułk Highlanders na czele z majorem White'em i 3 pułk Sikhów na czele z podpułkownikiem Moneyem dotarły do obozu, gdzie okazało się, że Afgańczycy wycofali się. Roberts wysłał w pościg kawalerię, ale konie były zbyt zmęczone i Afgańczykom udało się oderwanie od brytyjskich wojsk. Bitwa pod Kandaharem dobiegła końca.

## Epilog
Wojska brytyjskie straciły 248 zabitych i rannych. Straty afgańskie wynosiły ok. 2500 ludzi. Ponadto Ajub Chan utracił całą artylerię i amunicję. Władza nowego emira, Abdura Rahmana, została zabezpieczona. Pokój między Wielką Brytanią a Afganistanem przetrwał do 1919 r.
9 września Roberts i część jego wojsk opuściły Kandahar. Generał Daubeny pomaszerował na pole bitwy pod Maiwandem, gdzie pochował zabitych Brytyjczyków i Hindusów. Ostatecznie Brytyjczycy wycofali się z Kandaharu wiosną 1881 r.